# بلکبرن بوکانیر
بلکبرن بوکانیر (انگلیسی: Blackburn Buccaneer) دراوایل سال ۱۹۵۰ از یک طرح هواگرد تهاجمی قادر به حمل بمب هسته‌ای زیر پوشش رادار سرچشمه گرفته‌است. این یک هواپیمای ضربتی مادون صوت بود که ابتدا در نیروی دریایی سلطنتی و بعد در نیروی هوایی سلطنتی مشغول خدمت شد و در سال ۱۹۹۴ از سرویس خارج گردید. طراحی و تولید ابتدایی به وسیلهٔ بلکبرن ایرکرافت صورت گرفت اما ادغام این شرکت در شرکت هاوکر سیدلی موجب شد که این هواپیما بعداً بنام هاوکر سیدلی بوکانیر شناخته شود.

## طرح و توسعه

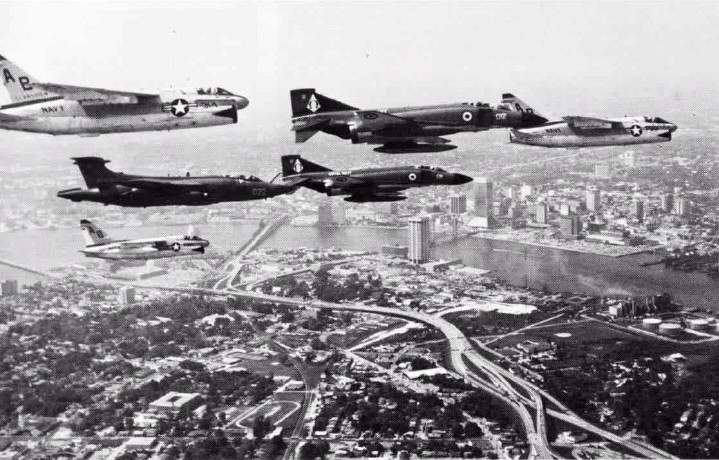
پرواز سه نیروی دریایی ایالات متحده Vought A-7E Corsair IIs، دو نیروی دریایی سلطنتی مک دانل داگلاس فانتوم FG.1 و یک نیروی دریایی سلطنتی Blackburn Buccaneer S.2 در سال 1976. Corsairs از اسکادران حمله VA-46 Clansmen، Carrier Air Wing 1 (CVW-1)، بر روی ناو هواپیمابر USS John F. Kennedy (CV-67) بود. فانتوم ها از اسکادران هوایی نیروی دریایی 892 و اسکادران هوایی نیروی دریایی Buccaneer 809 از گروه هوایی HMS Ark Royal (R09) بودند.

بوکانییر در اصل به عنوان یک جنگنده ضربتی نیروی دریایی و ناونشین جهت نیروی دریایی سلطنتی تهیه شد. نوعی که در سال ۱۹۶۲ وارد سرویس دهی شد جهت توازن قوا نسبت به پیشرفت‌های شناخته شده نیروی دریایی شوروی وارد خدمت گردید.

بوکانییر، قادر به حمل سلاح هسته ای و همچنین جنگ‌افزار و مهمات متعارف برای جنگ ضد شناورها بود ضمن خدمت معمول خود که فعالیت در دریای شمال بود. در تولیدات اولیه این هواپیما، بعلت عدم نیروی کافی موتورها، این هواپیما دچار یک سری حوادث گردید در نتیجه بوکانییر اس۲ مجهز به رولز-رویس اسپی اسپی با توان بیشتر بزودی معرفی شد. گرچه این طرح به نفع هواپیمای مافوق صوت BAC TSR-2 رد شد. نیروی هوایی سلطنتی بعداً، تهیه بوکانییر را به عنوان جایگزین دو طرح لغو شده BAC TSR-2 و طرح جایگزین آن اف۱۱۱ کا در برنامه خود داشت.

## بازنشسته شدن
وقتی که این آخرین هواپیمای بزرگ حمل تسلیحات در نیروی دریایی بازنشسته شد، این بوکانییرها به نیروی هوایی منتقل شدند. نیروی هوایی آفریقای جنوبی نیز در پی خرید نوعی از این هواپیما بود. بوکانیرها در جنگ خلیج و جنگ مرزی آفریقای جنوبی درگیر نبرد شدند. در سرویس نیروی دریایی سلطنتی بوکانیرها با هواپیمای عمود پرواز سی هاریر جایگزین شدند. در نیروی هوایی این با پاناویا تورنادو جایگزین شدند.
این جنگنده مختص عملیات ارتفاع خیلی پائین و حمله به شناورها می‌باشد.و

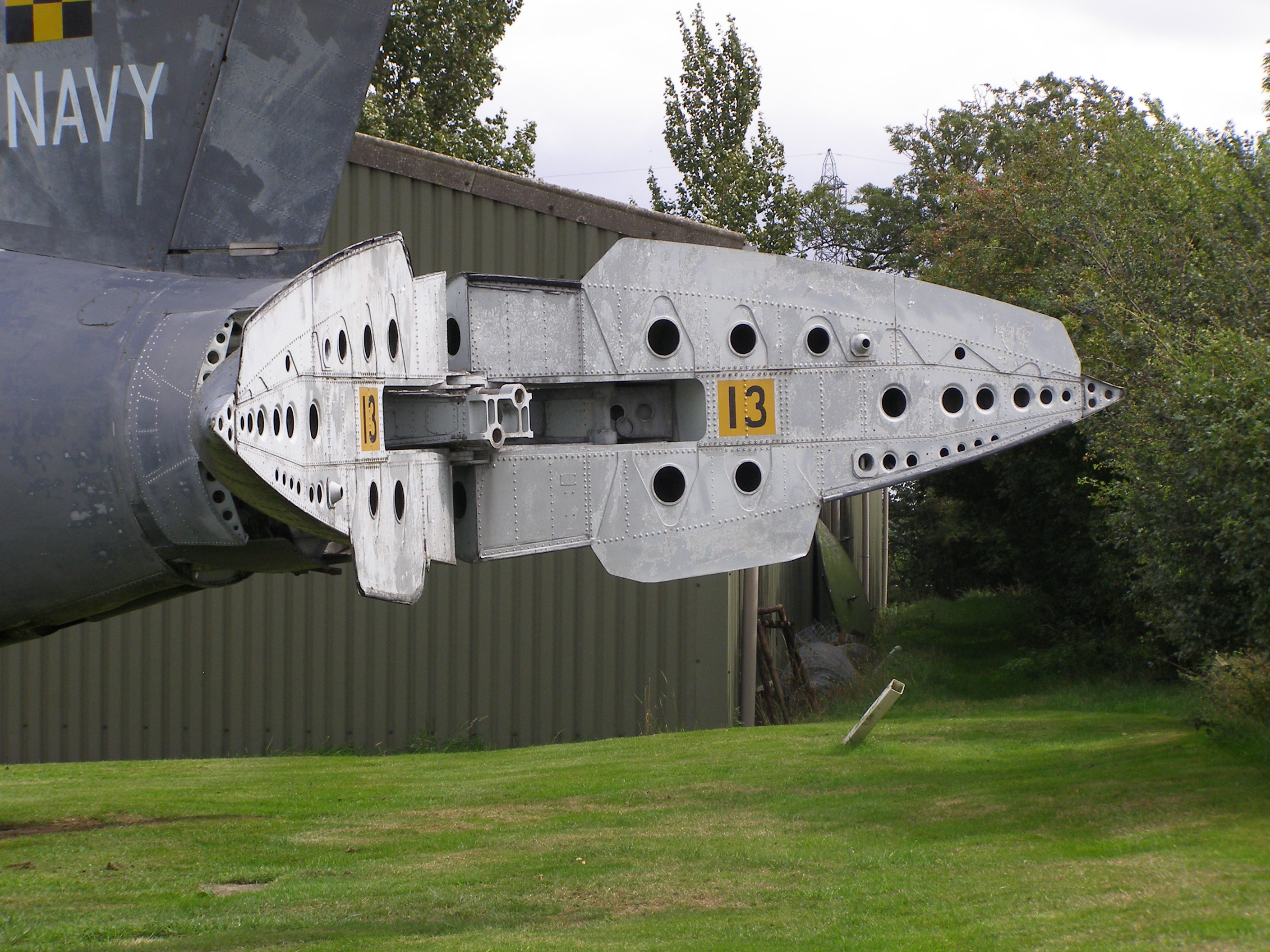
نمای نزدیک ترمز هوایی تقسیم شونده که در قسمت انتهای بدنه مخروطی، ساخته شده

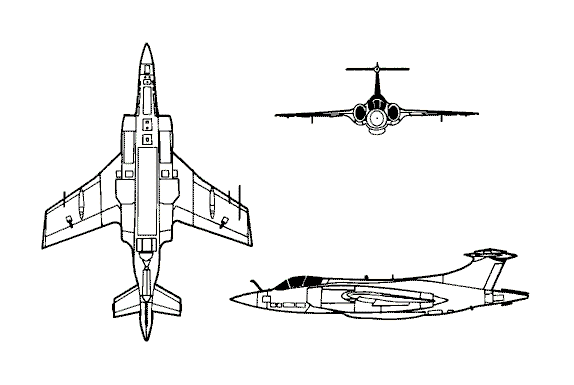
طرح سه نمای اصلی هاوکر سیدلی

## جستارهای وابسته

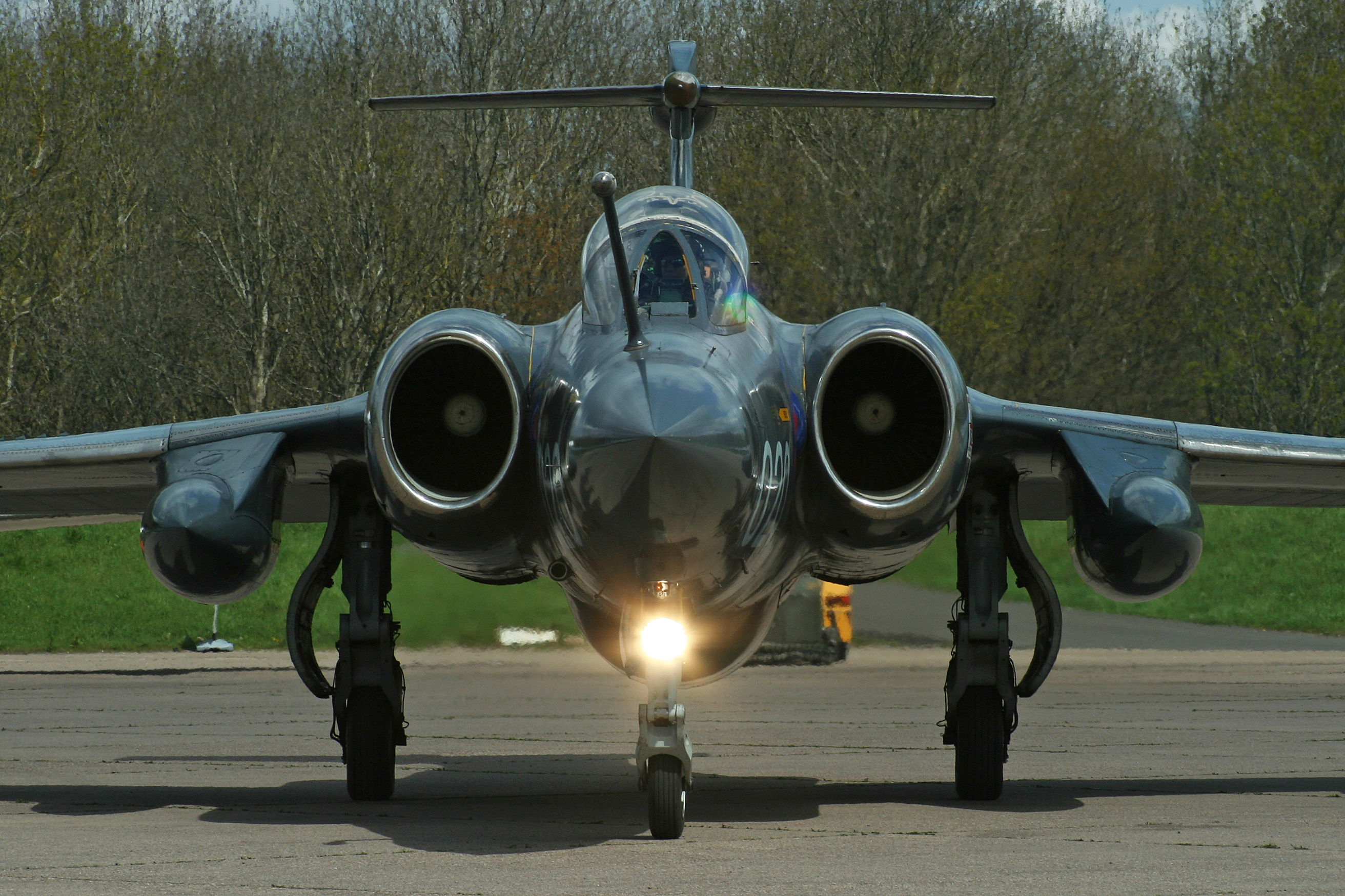
نمای روبرو بوکانیر
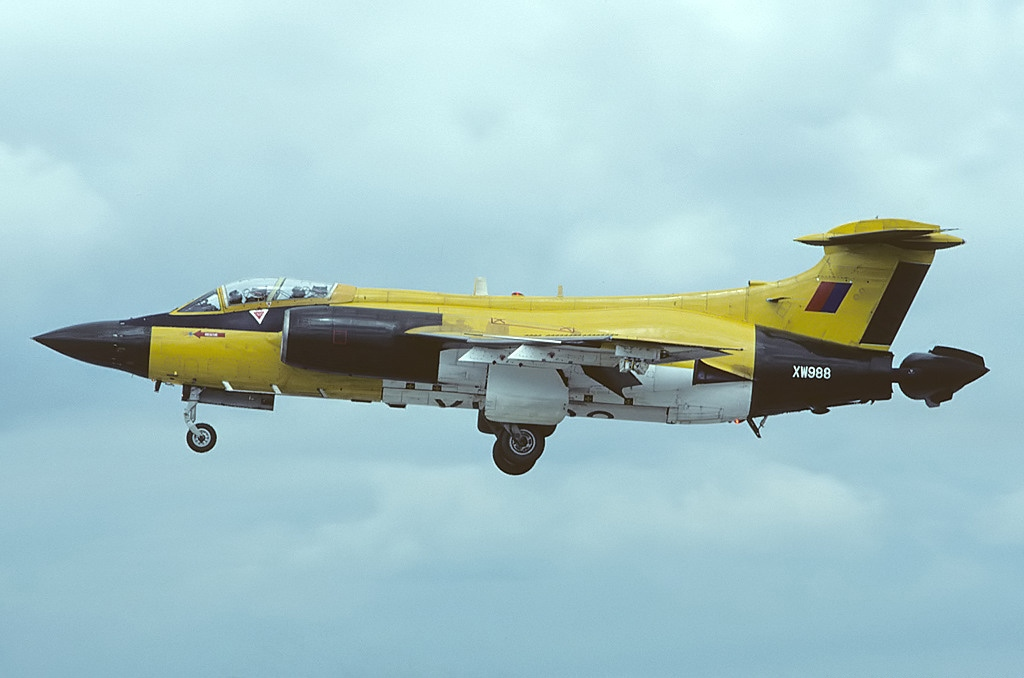
هاوکر سیدلی اس ۲ بی نیروی هوایی سلطنتی
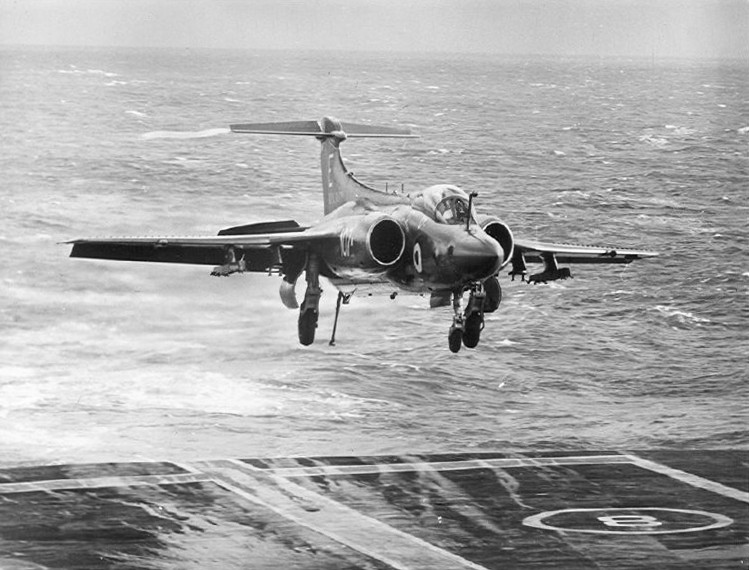
بوکانییر نیروی دریایی سلطنتی ورژن ناو نشین
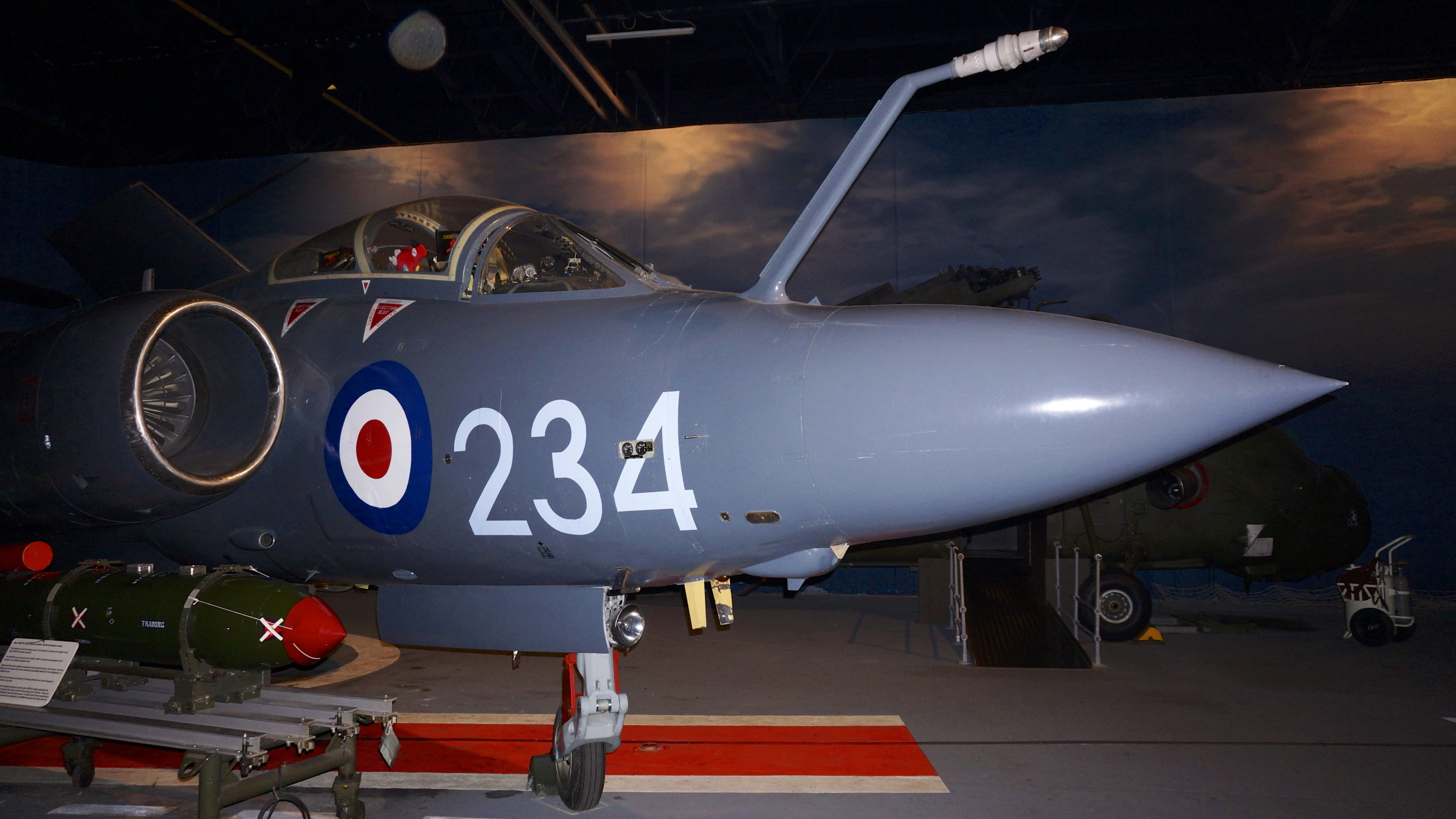
بوکانییر. بوم سوختگیری هوایی